# Pradofloksacin
Pradofloksacin (prodajno ime Veraflox) je treća generacija veterinarskih antibiotika iz fluorohinolonske klase. Ovaj lek je Evropska komisija odobrila aprila 2011. za veterinarsku primenu na recepat za tretiranje bakterijskih infekcija kod pasa i mačaka.

## Spoljašnje veze
- Архивирано на веб-сајту  (2. фебруар 2017)